# Испит зрелости
„Испит зрелости” је југословенски ТВ филм из 1978. године. Режирао га је Едуард Галић а сценарио је написао  Павао Павличић по делу Ивана Горана Ковачића.

## Улоге
| Глумац             | Улога                |
| ------------------ | -------------------- |
| Миљенко Брлечић    | Шимун Музина         |
| Хелена Буљан       | Господа Вукић        |
| Влатко Дулић       | Срнак                |
| Мате Ерговић       | Жандар / Никола      |
| Звонимир Ференчић  | Равнатељ             |
| Борис Фестини      | Наставник            |
| Иво Фици           | Гостионичар          |
| Миодраг Кривокапић | Франц Катан          |
| Јосип Мароти       | Професор књижевности |
| Мустафа Надаревић  | Полицијски иследник  |
| Душко Валентић     | Граб                 |